# НБА в сезоне 2025/2026
Сезон 2025/2026 — 80-й сезон Национальной баскетбольной ассоциации. Регулярный сезон начнётся 21 октября 2025 года и завершится в апреле 2026 года. Проведение Кубка НБА запланировано на ноябрь и декабрь 2025 года. Матч всех звёзд НБА 2026 будет проведён 15 февраля 2026 года на стадионе «Intuit Dome» в Инглвуде, Калифорния. Раунд плей-ин пройдёт в апреле 2026 года, после чего на следующий день стартует раунд плей-офф, который завершится финальной серией в июне.

## Трансферы

### Драфт
Драфт НБА 2025 года был проведён 25–26 июня на стадионе «Барклайс-центр» в Бруклине, Нью-Йорк.

### Свободные агенты
Переговоры со свободными агентами начнутся 30 июня 2024 года в 18:00 по североамериканскому восточному времени. Игроки официально смогут подписать контракты после июльского моратория 6 июля в 12:00 по североамериканскому восточному времени.

### Изменения на тренерских постах
| Команда              | Тренер в сезоне 2024/25 | Тренер в сезоне 2025/26 |
| В межсезонье         | В межсезонье            | В межсезонье            |
| -------------------- | ----------------------- | ----------------------- |
| Денвер Наггетс       | Давид Адельман (и.о.)   | Давид Адельман          |
| Мемфис Гриззлис      | Туомас Иисало (и.о.)    | Туомас Иисало           |
| Нью-Йорк Никс        | Том Тибодо              | Майк Браун              |
| Финикс Санз          | Майк Буденхольцер       | Джордан Отт             |
| Лос-Анджелес Лейкерс | Дарвин Хэм              | Джей Джей Редик         |
| Сакраменто Кингз     | Дуг Кристи (и.о.)       | Дуг Кристи              |
| Сан-Антонио Спёрс    | Грегг Попович           | Митч Джонсон            |

### Межсезонье
- 14 апреля 2025 года Майк Буденхольцер покинул пост главного тренера «Финикс Санз» после одного сезона в команде[3].
- 1 мая 2025 года Дуг Кристи стал главным тренером «Сакраменто Кингз» без приставки «исполняющий обязанности»[4].
- 2 мая 2025 года Грегг Попович покинул пост главного тренера «Сан-Антонио Спёрс» после 29 сезонов в команде[5]. Новым главным тренером команды стал помощник Поповича Митч Джонсон[6].
- 2 мая 2025 года Туомас Иисало стал главным тренером «Мемфис Гриззлис» без приставки «исполняющий обязанности»[7].
- 22 мая 2025 года Давид Адельман стал главным тренером «Денвер Наггетс» без приставки «исполняющий обязанности»[8].
- 3 июня 2025 года Том Тибодо покинул пост главного тренера «Нью-Йорк Никс» после пяти сезонов в команде[9].
- 6 июня 2025 года Джордан Отт стал главным тренером «Финикс Санз»[10].

## Предсезонный период
В дополнение к обычным предсезонным играм, проводимым на собственных аренах команд НБА, лига часто проводит предсезонные игры на нейтральных площадках (как на внутренних, так и на зарубежных рынках) или против команд, не входящих в НБА. Ниже перечислены только предсезонные игры на нейтральных площадках.
| Дата       | Матч                                   | Стадион         | Место                   | Ссылка |
| ---------- | -------------------------------------- | --------------- | ----------------------- | ------ |
| 3 октября  | Лос-Анджелес Лейкерс — Финикс Санз     | Акрисур Арена   | Палм-Дезерт, Калифорния |        |
| 15 октября | Лос-Анджелес Лейкерс — Даллас Маверикс | Ти-Мобайл Арена | Парадайс, Невада        |        |

### Международные игры
| Дата       | Матч                                           | Стадион            | Место                                   | Ссылка |
| ---------- | ---------------------------------------------- | ------------------ | --------------------------------------- | ------ |
| 2 октября  | Филадельфия-76 — Нью-Йорк Никс                 | Этихад Арена       | Абу-Даби, Объединённые Арабские Эмираты | [ 11 ] |
| 3 октября  | Мельбурн Юнайтед — Нью-Орлеан Пеликанс         | Арена Рода Лейвера | Мельбурн, Австралия                     | [ 12 ] |
| 4 октября  | Филадельфия-76 — Нью-Йорк Никс                 | Этихад Арена       | Абу-Даби, Объединённые Арабские Эмираты | [ 11 ] |
| 5 октября  | Саут Ист Мельбурн Финикс — Нью-Орлеан Пеликанс | Арена Рода Лейвера | Мельбурн, Австралия                     | [ 12 ] |
| 10 октября | Финикс Санз — Бруклин Нетс                     | Venetian Arena     | Макао, Китай                            | [ 13 ] |
| 12 октября | Финикс Санз — Бруклин Нетс                     | Venetian Arena     | Макао, Китай                            | [ 13 ] |

## Регулярный сезон

### Международные игры
| 1 ноября | Даллас Маверикс — Детройт Пистонс | Мехико Сити Арена | Мехико, Мексика | [ 14 ] |